# Georges Hermonyme
Georges Hermonyme de Sparte est un humaniste, copiste de manuscrits et traducteur d'origine grecque, établi à Paris entre 1476 et sans doute sa mort vers 1510. Il fut l'un des premiers à la Renaissance à enseigner le grec dans la capitale française.

## Éléments biographiques
Le détail de sa vie est fort mal connu. Il est certainement né à Mistra, dans le Péloponnèse, près du site de l'antique Sparte, et apparaît pour la première fois à Rome en 1473. Tout laisse penser qu'il a dû faire partie du cercle humaniste du cardinal Bessarion († le 18 novembre 1472). Le premier document conservé qui porte son nom est un sauf-conduit papal délivré par Sixte IV et daté du 28 juin 1473 : il était chargé d'une négociation non précisée pour le compte du Saint-Siège. La suite montre qu'il s'agissait d'aller en Angleterre négocier la libération de George Neville, archevêque d'York, détenu sur l'ordre du roi Édouard IV, pour trahison, depuis le 25 avril 1472. On ignore pourquoi il a été choisi pour cette mission.
George Neville, qui était détenu à Hames, alors en territoire anglais, fut libéré en novembre 1474 et rentra à Londres, où le négociateur pontifical, connaissant son intérêt pour l'hellénisme, lui offrit un manuscrit grec copié de sa main, un recueil de sentences des Pères de l'Église. Hermonyme demeura ensuite quelque temps dans la capitale anglaise, où il fut arrêté en décembre 1475, accusé d'espionnage par des marchands italiens sur la base d'une lettre qu'il aurait adressée à Georges Paléologue de Bissipat, corsaire grec au service de la France. Il resta en prison pendant plus de trois mois, fers aux pieds. Son compatriote Andronic Calliste lui rendit visite à plusieurs reprises et se démena pour le faire libérer, écrivant notamment à Georges Paléologue de Bissipat pour qu'il fasse intervenir Louis XI.
Hermonyme était à Paris le 3 juin 1476, jour où il acheva dans cette ville la copie d'un manuscrit de La Suite d'Homère de Quintus de Smyrne, une épopée inconnue des Byzantins et que le cardinal Bessarion avait découverte vingt ans plus tôt dans la bibliothèque du monastère Saint-Nicolas de Casoli d'Otrante. C'est le plus ancien manuscrit grec conservé qui ait été copié à Paris. On ignore s'il retourna à Rome pour rendre compte de sa mission, mais en tout cas il était de retour à Paris dès 1477 : il y initia au grec le jeune Johannes Reuchlin. En 1478 et 1479, toujours à Paris, il copia deux manuscrits du Nouveau Testament en grec, destinés à David Chambellan, avocat au Parlement de Paris.
Il s'installa à Paris pour les trente années suivantes (sans doute jusqu'à sa mort). Il rechercha des protecteurs, dont le premier fut le cardinal de Bourbon (archevêque de Lyon, mais qui résidait surtout à Paris). Il enseigna le grec, sans doute dans des collèges de l'Université de Paris, mais pour de maigres émoluments, car il fut toujours en manque d'argent. Il fut le professeur de Guillaume Budé (à partir de 1491, Budé ayant vingt-cinq ans), de Jacques Lefèvre d'Étaples (vers 1495, l'élève ayant une quarantaine d'années), d'Érasme (vers 1500, Érasme ayant la trentaine), de Beatus Rhenanus (en 1503), de Michael Hummelberger (à la même époque, ces deux derniers étant devenus grands amis à Paris). Sur ses qualités d'enseignant, les opinions semblent avoir divergé : Lefèvre d'Étaples l'appelle son « père » dans une préface écrite en 1497 ; il déclare que c'est après une conversation avec Hermonyme qu'il se mit aux mathématiques, discipline jusqu'alors négligée en France. Mais Érasme, Guillaume Budé et Beatus Rhenanus ont laissé sur lui des jugements très négatifs, critiquant sa mauvaise pédagogie et son avidité.

## Travaux
Cent dix neuf manuscrits de sa main nous sont parvenus (la moitié environ conservés à Paris), certains textes faisant l'objet de quatre ou cinq copies. Les auteurs antiques dont il a copié les œuvres sont très variés : des poètes (Hésiode, Pindare, Eschyle, Euripide, Denys le Périégète, Quintus de Smyrne...) et des prosateurs (Thucydide, Platon, Xénophon, Isocrate, Eschine, Démosthène, Plutarque, Diogène Laërce...). On ignore comment, de Paris, il se procurait tous ces textes : Jean Irigoin suppose qu'il avait des correspondants en Italie, voire en Grèce. Il copiait aussi des livres religieux (Nouveau Testament, lectionnaires, textes patristiques...) et des livres d'enseignement : la Grammaire grecque de Théodore Gaza (dont quatre exemplaires de sa main nous sont parvenus), les Erotêmata de Manuel Moschopoulos, des lexiques grec-latin.
Il produisit aussi des traductions latines de textes grecs : le traité pseudo-aristotélicien Des vertus et des vices (qu'il fit imprimer dès 1478 par Ulrich Gering), les Dits des Sept Sages, les Préceptes conjugaux de Plutarque, une Vie de Mahomet, deux traités du patriarche Gennade Scholarios... Il collaborait avec les imprimeurs parisiens (qui, jusqu'à Gilles de Gourmont en 1507, ne possédaient pas de caractères grecs) en remplissant à la main les passages en grec dans les livres qu'ils publiaient.